# Saison 2 de The Affair
Chronologie
Saison 1 Saison 3
Cet article présente le guide des épisodes de la deuxième saison de la série télévisée américaine The Affair.

## Distribution

### Acteurs principaux
- Dominic West : Noah Solloway
- Ruth Wilson : Alison Lockhart
- Maura Tierney : Helen Solloway
- Joshua Jackson : Cole Lockhart
- Julia Goldani Telles : Whitney Solloway
- Jake Siciliano : Martin Solloway
- Jadon Sand : Trevor Solloway
- Leya Catlett : Stacey Solloway
- Josh Stamberg : Max

### Acteurs récurrents
- Victor Williams : Inspecteur Jeffries
- John Doman : Bruce Butler
- Kathleen Chalfant : Margaret
- Mare Winningham : Cherry
- Colin Donnell : Scotty Lockhart
- Danny Fischer : Hal
- Michael Godere : Caleb
- Kaija Matiss : Mary-Kate
- Lynn Cohen : La grand-mère d'Alison
- Deirdre O'Connell : Athena
- Nicolette Robinson : Jane
- Darren Goldstein : Oscar
- Stephen Kunken : Harry
- Richard Schiff : Jon Gottlief[1]
- Joanna Gleason : Yvonne[2]
- Catalina Sandino Moreno : Luisa[3]
- Brooke Lyons : Eden Ellery[4]
- Cynthia Nixon : Marilyn Sanders, thérapeute de couples[5]
- Jeffrey DeMunn : Dr Henry[6]

## Liste des épisodes

### Épisode 1:Un monde en éclats
- États-Unis /  Canada : 4 octobre 2015 sur Showtime[7] / The Movie Network[8]
- France :
  - 11 octobre 2015 sur Canal+ Séries[9] (en VOST)
  - 17 mars 2016 sur Canal+[10] (en VF)
- Québec : 3 mars 2016 à Super Écran
- Suisse : 3 mars 2017 sur RTS Un[11]

- États-Unis : 815 000 téléspectateurs[12] (première diffusion)

### Épisode 2:Solitudes
- États-Unis /  Canada : 11 octobre 2015 sur Showtime / The Movie Network
- France :
  - 18 octobre 2015 sur Canal+ Séries (en VOST)
  - 17 mars 2016 sur Canal+ (en VF)
- Québec : 10 mars 2016 à Super Écran
- Suisse : 3 mars 2017 sur RTS Un

- États-Unis : 550 000 téléspectateurs[13] (première diffusion)

### Épisode 3:Trahisons intimes
- États-Unis /  Canada : 18 octobre 2015 sur Showtime / The Movie Network
- France :
  - 25 octobre 2015 sur Canal+ Séries (en VOST)
  - 24 mars 2016 sur Canal+ (en VF)
- Québec : 17 mars 2016 à Super Écran
- Suisse : 10 mars 2017 sur RTS Un

- États-Unis : 650 000 téléspectateurs[14] (première diffusion)

### Épisode 4:Déchirements
- États-Unis /  Canada : 25 octobre 2015 sur Showtime / The Movie Network
- France :
  - 31 octobre 2015 sur Canal+ Séries (en VOST)
  - 24 mars 2016 sur Canal+ (en VF)
- Québec : 24 mars 2016 à Super Écran
- Suisse : 10 mars 2017 sur RTS Un

- États-Unis : 870 000 téléspectateurs[15] (première diffusion)

### Épisode 5:Réactions en chaîne
- États-Unis /  Canada : 1er novembre 2015 sur Showtime / The Movie Network
- France :
  - 8 novembre 2015 sur Canal+ Séries (en VOST)
  - 31 mars 2016 sur Canal+ (en VF)
- Québec : 31 mars 2016 à Super Écran
- Suisse : 17 mars 2017 sur RTS Un

- États-Unis : 859 000 téléspectateurs[16] (première diffusion)

Partie 1 : Alison 
Alison est déconcertée par le changement d'attitude d'Yvonne à son égard. Elle est aussi furieuse contre Noah et de la manière dont il l'a dépeint dans son livre.
Partie 2 : Cole 

### Épisode 6:L'Éveil de la Kundalini
- États-Unis /  Canada : 8 novembre 2015 sur Showtime / The Movie Network
- France :
  - 15 novembre 2015 sur Canal+ Séries (en VOST)
  - 31 mars 2016 sur Canal+ (en VF)
- Québec : 7 avril 2016 à Super Écran
- Suisse : 18 mars 2017 sur RTS Un

- États-Unis : 890 000 téléspectateurs[17] (première diffusion)

Partie 1 : Helen
Helen et sa mère se disputent au sujet des enfants car la grand-mère ne souhaite que Noah passe du temps avec les enfants. Martin est hospitalisé et souffre de la maladie de Crone.

### Épisode 7:Gratitude empoisonnée
- États-Unis /  Canada : 15 novembre 2015 sur Showtime / The Movie Network
- France :
  - 22 novembre 2015 sur Canal+ Séries (en VOST)
  - 7 avril 2016 sur Canal+ (en VF)
- Québec : 14 avril 2016 à Super Écran
- Suisse : 24 mars 2017 sur RTS Un

- États-Unis : 790 000 téléspectateurs[18] (première diffusion)

### Épisode 8:Ivresse de l'altitude
- États-Unis /  Canada : 22 novembre 2015 sur Showtime / The Movie Network
- France :
  - 29 novembre 2015 sur Canal+ Séries (en VOST)
  - 7 avril 2016 sur Canal+ (en VF)
- Québec : 21 avril 2016 à Super Écran
- Suisse : 25 mars 2017 sur RTS Un

- États-Unis : 840 000 téléspectateurs[19] (première diffusion)

### Épisode 9:Apocalypses
- États-Unis /  Canada : 29 novembre 2015 sur Showtime / The Movie Network
- France :
  - 6 décembre 2015 sur Canal+ Séries (en VOST)
  - 14 avril 2016 sur Canal+ (en VF)
- Québec : 28 avril 2016 à Super Écran
- Suisse : 31 mars 2017 sur RTS Un

- États-Unis : 916 000 téléspectateurs[20] (première diffusion)

### Épisode 10:La Valeur d'un homme
- États-Unis /  Canada : 6 décembre 2015 sur Showtime / The Movie Network
- France :
  - 13 décembre 2015 sur Canal+ Séries (en VOST)
  - 14 avril 2016 sur Canal+ (en VF)
- Québec : 5 mai 2016 à Super Écran
- Suisse : 1er avril 2017 sur RTS Un

- États-Unis : 833 000 téléspectateurs[21] (première diffusion)

### Épisode 11:Le Retour aux sources
- États-Unis /  Canada : 13 décembre 2015 sur Showtime / The Movie Network
- France :
  - 20 décembre 2015 sur Canal+ Séries (en VOST)
  - 21 avril 2016 sur Canal+ (en VF)
- Québec : 12 mai 2016 à Super Écran
- Suisse : 7 avril 2017 sur RTS Un

- États-Unis : 990 000 téléspectateurs[22] (première diffusion)

### Épisode 12:Le Mariage
- États-Unis /  Canada : 20 décembre 2015 sur Showtime[23] / The Movie Network
- France :
  - 22 décembre 2015 sur Canal+ Séries 03H05 (en VOST)
  - 21 avril 2016 sur Canal+ (en VF)
- Québec : 19 mai 2016 à Super Écran
- Suisse : 8 avril 2017 sur RTS Un

- États-Unis : 1,11 million de téléspectateurs[24] (première diffusion)